# الصحافة في الكويت
بدأ اهتمام الكويت بالحركة الصحفية منذ عام 1928 حين تم إصدار مجلة الكويت أول مجلة في الكويت  ثم في عام 1947 انشأت دائرة المعارف أول مطبعة حكومية في الكويت.
وكالة الأنباء الكويتية هي الوكالة الرسمية للأخبار في الكويت، وجريدة الكويت اليوم هي الجريدة الرسمية للدولة وفيها ينشر جميع القوانين والمراسيم الرسمية والتي لا تأخذ الصفة القانونية إلا بعد النشر بها. كما تصدر في الكويت العديد من الصحف اليومية والأسبوعية وكذلك المجلات الأدبية والثقافية، ولدى تلك الصحف والمجلات مواقع على الإنترنت باللغة العربية، وبعضها يصدر صحفًا باللغة الإنجليزية.
قد تتميز الصحافة في الكويت على مستوى الخليج العربي والمشرف العربي حسب التقارير الدولية المستقلة بنوع من حرية التعبير وحرية إبداء الرأي إلى حد ما، ولكنها تيقى غير كافية كما هو الشأن لدى معظم الدول العربية،

فعلى المقاييس المتقدمة في حرية التعبير والرأي، جاءت الكويت في تقرير عام 2015م لمنظمة مراسلون بلاحدود عن حرية الصحافة ضمن المنطقة البرتقالية أي حرة جزئيا، وإحتلت المركز 90 من بين 180 دولة تم تصنيفها، ولكنها على المستوى العربي حصلت على المركز الثالث عربيًا عام 2010 بعد لبنان والإمارات حسب مراسلون بلا حدود، وفي عام 2013 صارت الكويت في المرتبة الأولى عربيًّا وإقليميًّا إلا إن وحتى فترة قريبة كان متوقف إعطاء تراخيص لإصدار صحف جديدة، لكن بعد أن تم إقرار قانون الصحافة سنة 2006 تم فتح الباب أمام إعطاء تراخيص إصدار الصحف وذلك حسب القانون. ومن أشهر الصحف اليومية الصادرة في الكويت:
| - الوطن - الرأي - جريدة القبس - جريدة الأنباء - جريدة السياسة - جريدة الجريدة - جريدة النهار - جريدة الشاهد - جريدة عالم اليوم - جريدة الحرية - جريدة الصباح - جريدة الدار - صوتكم (صحافة الكترونية) - جريدة الوسط - جريدة الكويتية - جريدة جورنال الكويتية - جريدة كويت تايمز (بالإنجليزية) - جريدة عرب تايمز (بالإنجليزية) - جريدة الوطن دايلي (بالإنجليزية) | ومن المجلات والصحف الأسبوعية والشهرية: - مجلة العربي (شهرية) - مجلة الكويت (شهرية) - عالم الفكر (فصلية) - جريدة الطليعة (أسبوعية) - مجلة الوعي الإسلامي (شهرية) - مجلة الفرقان (أسبوعية) - جريدة الخليج (أسبوعية) - جريدة الشعب (أسبوعية) - مجلة المجتمع (أسبوعية) - مجلة اليقظة (أسبوعية) - مجلة النهضة (أسبوعية) - مجلة المجالس (شهرية) - مجلة البشرى (شهرية) | جزء من سلسلة حول دولة الكويت تاريخ تاريخ الكويت استقلال الكويت معركة ذات السلاسل معركة الجهراء معركة الرقة معركة الصريف معركة هدية الغزو العراقي للكويت السياسة السياسة آل صباح مجلس الأمة الدستور الكويتي الأمير الأنتخابات الحكومة رئيس وزراء الأحزاب السياسية الاقتصاد الاقتصاد الكويتي التاريخ الأقتصادي سوق الكويت للأوراق المالية البنوك دينار كويتي المواصلات الاتصالات السياحة الرموز علم الكويت النشيد الوطني شعار الكويت وسام الكويت قلادة مبارك الكبير القوات المسلحة الجيش الشرطة القوات البحرية القوة البرية القوات الجوية الثقافة ثقافة الكويت الرياضة المسرح التلفاز التعليم الصحافة الإجازات الرسمية الميثولوجيا الكويتية جغرافيا جغرافيا الكويت شبه الجزيرة العربية جزر الكويت نباتات الكويت بوابة الكويت ع ن ت |
| جزء من سلسلة حول | | |
| دولة الكويت | | |
| Coat of arms of Kuwait | | |
| تاريخ | | |
| السياسة | | |
| الاقتصاد | | |
| الرموز | | |
| القوات المسلحة | | |
| الثقافة | | |
| جغرافيا | | |
| بوابة الكويت | | |
| ع ن ت | | |